# Витковичи

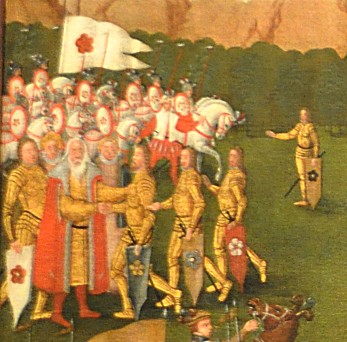
«Разделение роз»: Витек из Прчице производит раздел своих владений между сыновьями

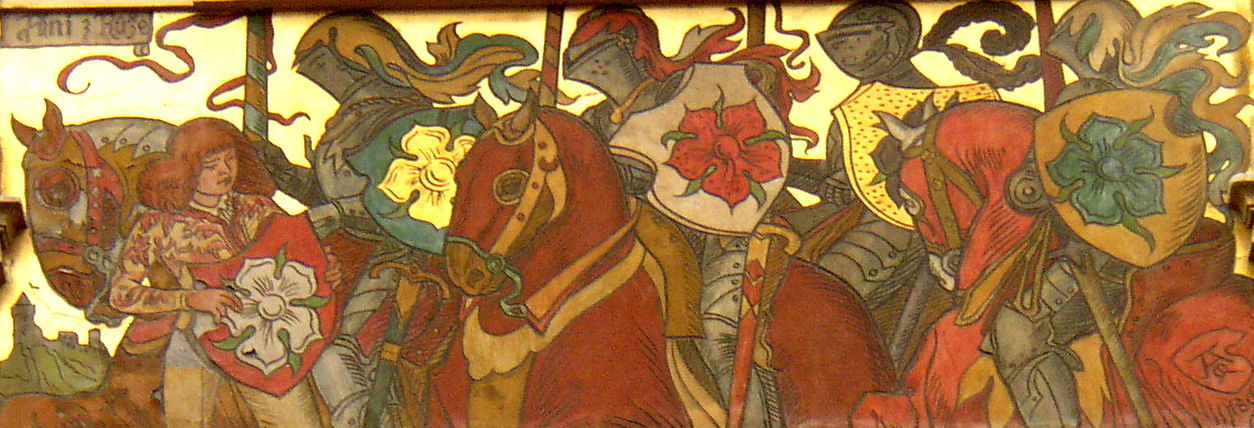
Стенная роспись Миколаша Алеша (1890) изображает все пять ветвей рода Витковичей со своими гербами.

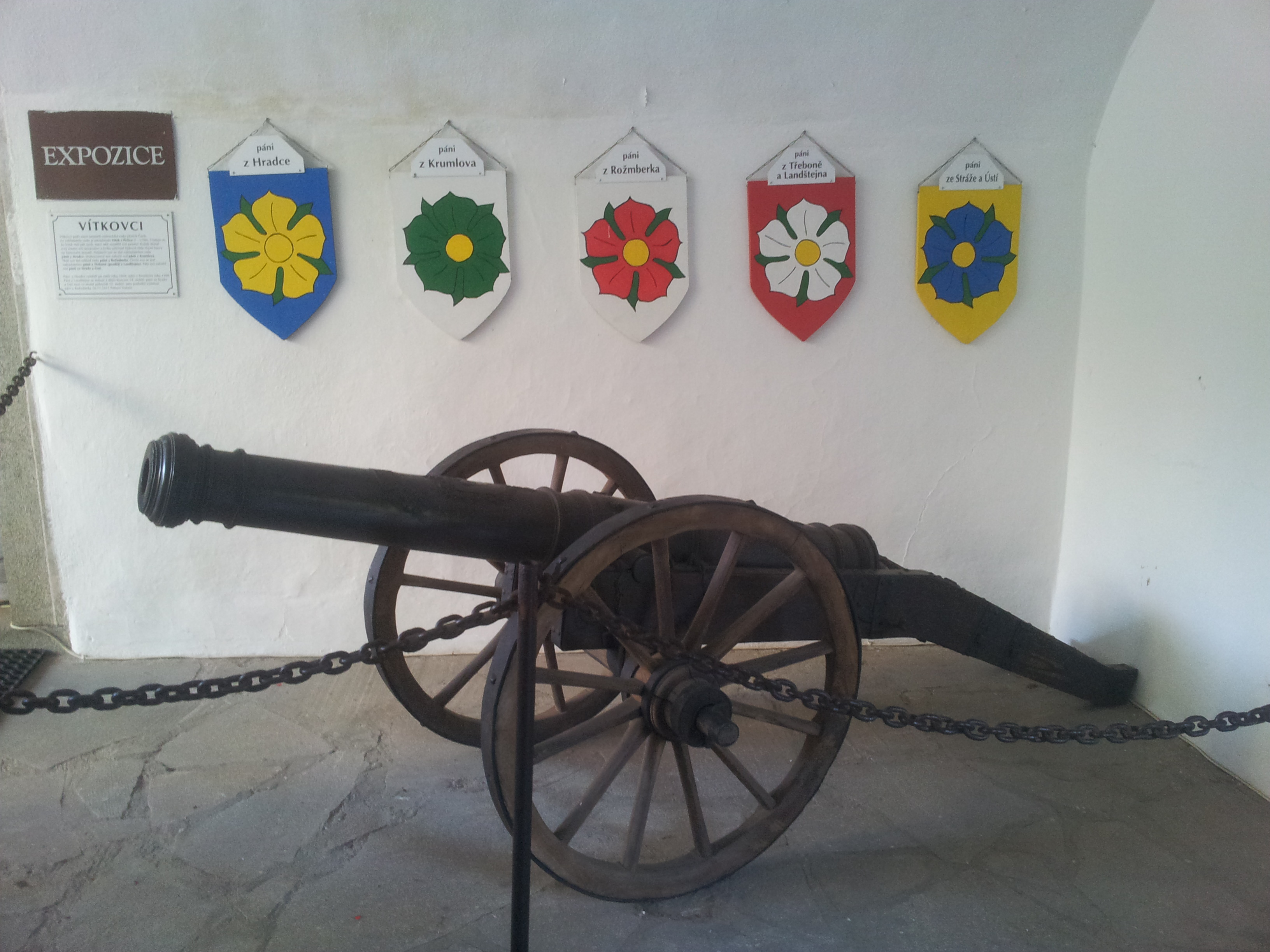
Гербы Витковичей в замке Ландштейн.

Витковичи (Витковцы) (чеш. Vítkovci, нем. Witigonen) — старинный чешский род, происходивший из южной Богемии (совр. Южночешский край). Основателем считается Витек I из Прчице.
Витек был стольником в дружине князей Пржемысловичей между 1169 и 1176 годами. По древней легенде, он разделил свои владения между пятью сыновьями, которые основали четыре ветви рода Витковичей:
- род панов из Градца основал Йиндржих, которому достались земли в районе основанного им Градеца. Род вымер в 1604.
- род панов из Крумлова основал Витек II Старший, которому достался Чески-Крумлов. Род вымер в 1302.
- род панов из Рожмберка основал Витек III Младший. Род вымер в 1611.
- род панов из Ландштейна основал Витек IV из Клокот, которому достались владения в Тржебони. Род вымер в начале XV века. Его ветвь — Свитачковы из Ландштейна вымерли в конце XVII века.

Вскоре из рода панов Градца выделись род панов из Страже, который пресёкся в XV веке, и род Сезимовы из Усти, доживший до середины XVII века.
Все ветви Витковичей имели герб в виде пятилепестковой розы разного цвета на разного цвета полях: у панов Градца была золотая роза на синем поле, у панов из Крумлова — зелёная роза на серебряном поле, У Рожмберков — красная роза на серебряном поле, у Ландштейнов — серебряная роза на красном поле, а у панов из Страже — лазоревая роза на золотом поле (в некоторых источниках указано, что у них была чёрная роза на золотом поле).